# 테일러 와이드너
테일러 브라우닝 와이드너(Taylor Browning Widener, 1994년 10월 24일 ~ )는 미국의 야구 선수이자, 전 메이저 리그 애틀랜타 브레이브스의 투수이다.

## 미국 프로야구 시절
2018년 2월 18일에 삼각 트레이드로 뉴욕 양키스에서 애리조나 다이아몬드백스로 이적했다. 이 트레이드로 애리조나 다이아몬드백스의 브랜든 드루니가 뉴욕 양키스로, 탬파베이 레이스의 스티븐 소우자가 애리조나 다이아몬드백스로, 뉴욕 양키스의 닉 솔락과 애리조나 다이아몬드백스의 앤소니 반다와 두 명의 PTBNL(추후 지명 선수)가 탬파베이 레이스로 이적했다. 2018년에는 애리조나 다이아몬드백스 산하 잭슨 제네럴스에서 26경기(선발 25경기)에 등판해 5승 8패, 평균자책점 2.75를 기록했다. 2019년에는 트리플A 레노 에이스에서 23경기에 등판해 100이닝 6승 7패, 109탈삼진, 평균자책점 8.10을 기록했다.

## 한국 프로야구 시절

### NC 다이노스시절
2023년 1월 31일에 드류 루친스키를 대체할 외국인 투수로 영입되었다. 기복이 있는 모습을 보여 8월에 방출됐다. 그의 대체 용병으로는 좌완 태너 털리가 영입되었다.

### 삼성 라이온즈시절
2023년 8월에 앨버트 수아레즈를 대체할 외국인 투수로 영입되었다. 2023년 시즌 후 재계약에 실패했다.

## 미국 프로야구 복귀
2024년에 애틀랜타 브레이브스와 마이너 계약을 했다.